# Francisco Martínez de la Rosa
Francisco de Paula Martínez de la Rosa Berdejo Gómez y Arroyo (Granada, 10 de març del 1787 - Madrid, 7 de febrer de 1862) fou un poeta, polític i dramaturg espanyol i president del consell de Ministres d'Espanya (1834-1835).

## Infància i estudis
Fill d'una família acomodada, va estudiar a l'escola José Garcipérez de Vargas, on es va revelar com a superdotat, per això va tenir el privilegi d'ingressar amb dotze anys a la Universitat de Granada, on es va llicenciar i doctorar en dret civil el 1804.

## Vida laboral i política
El 17 d'abril del 1805 es va estrenar com a catedràtic de filosofia moral a Granada. Iniciada la Guerra del Francès, va fundar el Diario de Granada el 1808, i es va encarregar d'una missió diplomàtica a Gibraltar i Londres. Ja formava part del Partit Liberal i va ser diputat a les Corts de Cadis i vocal de la comissió de llibertat d'impremta. Al cap d'un temps va escriure una comèdia: Lo que puede un empleo (1812), que es va estrenar a Cadis, i també va escriure: La viuda de Padilla (1814). Va publicar el tractat polític La revolució actual d'Espanya (1813). Durant la restauració absolutista de 1814 va ser detingut a Madrid, l'11 de maig d'aquell any, i va ser desterrat, malalt, a l'illa de La Gomera (Illes Canàries). En triomfar Rafael del Riego el 1820, va ser alliberat i durant el Trienni liberal va mostrar-se com un liberal moderat, per la qual cosa fou anomenat satíricament Pastelero i Rosita la pastelera pel setmanari El Zurriago (1821 - 1823) a causa dels seus nombrosos tripijocs polítics.
Va ser diputat a les Corts per Granada (1820 - 1822), va ingressar a la Societat de l'Anell el 30 de novembre del 1821, societat partidària d'una transacció amb la corona i de revisar la Constitució Espanyola de 1812. Secretari de la Diputació permanent a les Corts el (1822 - 1822), càrrec que va deixar per insults del poble.
Va ser secretari d'estat del 28 de febrer del 1822 fins al 5 d'agost del mateix any, va dimitir pel fracàs dels fets involucionistes del 7 de juliol. Conseller d'estat (1823 - 1823). Va emigrar a París i va publicar diverses obres literàries, entre les quals: Edipo (1829) i Morayama (1829). A finals del 1831 va tornar a Madrid, i va continuar escrivint. Durant la regència de Maria Cristina de Borbó-Dues Sicílies va buscar el suport del Partit Liberal per defensar els drets dinàstics durant de minoria d'edat d'Isabel II. Va ser nomenat president del Consell de Ministres i ministre d'estat espanyol, des del 15 de gener del 1834 fins al 15 de juny de 1835. Va ser diputat per Granada, Segòvia i Oviedo, (1837 - 1862). Va tornar a estar exiliat novament a París durant la regència de Baldomero Espartero, va ser ministre d'Estat (1844 - 1846), durant el govern de Narváez. Va ser ambaixador de París i de Roma (1848 - 1849), va tornar a ser ministre d'Estat (1857 - 1858).

## Obres

### Drames
- La viuda de Padilla (1812, Cádiz)
- Lo que puede un empleo (1812, Cádiz) Comedia satírica.
- La niña en casa y la madre en la máscara (1815)
- Los celos infundados o el marido en la chimenea (1824)
- Morayma (1815) Tragedia. (1a ed. París, Didot, 1829)
- Edipo (1829)
- La conjuración de Venecia (1830)
- Aben Humeya (1836)
- La boda y el duelo (1839)

### Novel·les històriques
- Hernán Pérez del Pulgar, el de las hazañas. Bosquejo histórico. (Madrid, Imprenta de Jordán, 1834).
- Isabel de Solís. (1837)

### Lírica
- Poesías. Madrid, 1833

### Assaigs
- Espíritu del siglo. (1835, 1836, 1838)
- Bosquejo histórico de la política de España en tiempos de la dinastía austriaca. Madrid 1856
- La moralidad como norma de las acciones humanas. Madrid, 1856